# François Spirito
François Spirito, nacido Lydio Spirito (23 de enero de 1900 - 9 de octubre de 1967) fue un gánster francés de origen italiano. Fue uno de los líderes de la Conexión francesa, e inspiró la película Borsalino, protagonizada por Alain Delon y Jean-Paul Belmondo.

## Primeros años de vida
Spirito nació en Sicilia. Sus padres fueron Domenico Spirito y Rosina De Nola. La familia se mudó a Nápoles cuando él tenía unos cuatro años, y luego a Marsella, Francia, cuando tenía unos nueve. A los 12 años ya tenía antecedentes policiales por robo. Contando 13 años se mudó a su propio piso y adoptó el nombre francés de François. Formaba parte de una pandilla juvenil que aterrorizaba y robaba en los muelles. Cuando Spirito tenía 15 años, comenzó a trabajar para un gánster llamado Antoine la Rocca, y se involucró en robos a mano armada y trata de blancas.
En 1913, mientras estaba en Alejandría, Egipto, formando parte de la red de la Rocca que traía mujeres de París para trabajar en burdeles egipcios, Spirito rescató a Paul Carbone. Tres proxenetas rivales habían secuestrado a Carbone y lo habían dejado enterrado hasta el cuello en la arena del desierto. Spirito y Carbone entablaron una amistad y una sociedad comercial de por vida.
Una vez recuperado de su terrible experiencia, Carbone quiso irse de Egipto y persuadió a Spirito para que lo acompañara a Shanghái. Aquí la pareja se involucró en el contrabando de opio. Esto duró alrededor de un año hasta el estallido de la Primera Guerra Mundial, cuando regresaron a Francia para alistarse.

## Periodo de entreguerras

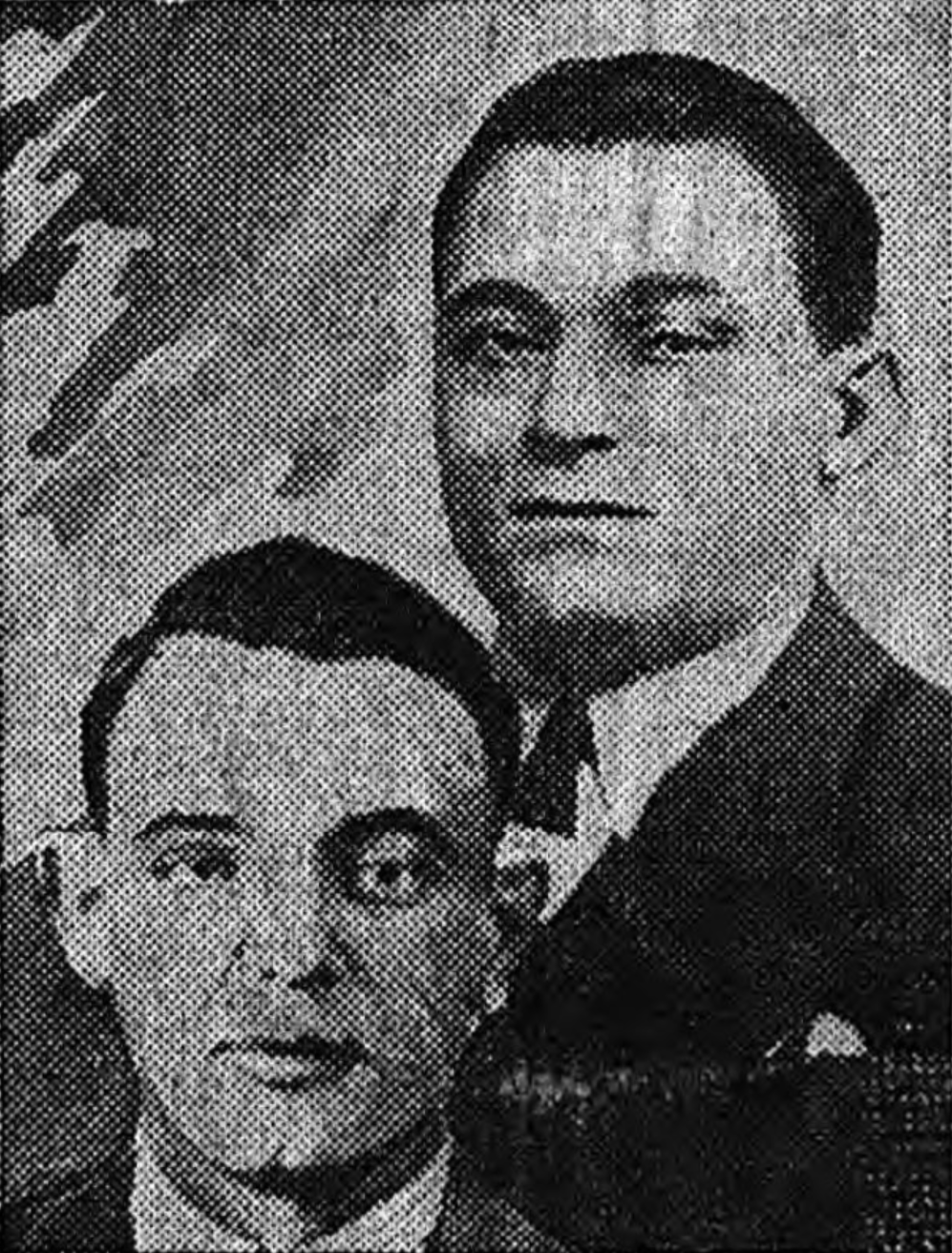
Paul Carbone (arriba) y François Spirito (abajo).

Después del final de la guerra, Carbone y Spirito partieron hacia América del Sur. En Perú empezaron como proxenetas y pronto tenían 20 mujeres trabajando para ellos. La pareja regresó a Marsella en 1919, donde se dedicaron al proxenetismo y al contrabando de opio.
El clan Carbone-Spirito ganó cada vez más influencia en los bajos fondos de Marsella. A fines de la década de 1920, estaban involucrados en la prostitución, la trata de blancas, la extorsión y diversas formas de tráfico ilegal. Estaban involucrados en el tráfico de drogas, especialmente heroína y cocaína. Establecieron un laboratorio en Bandol, cerca de Marsella para refinar el opio crudo de Egipto, Turquía e Indochina en heroína, parte de la cual era enviada a Lucky Luciano en los Estados Unidos. Tenían un bar en la rue pavilion, el Amical Bar y el restaurante Beauvau en la rue Beauvau. Su imperio se dirigía desde estos establecimientos. Solo en Marsella tenían más de 25 burdeles, en su mayoría atendidos por jóvenes judías obligadas a prostituirse.
Carbone y Spirito también estaban activos en París, donde el prefecto de policía, Jean Chiappe, era amigo de Carbone. Inicialmente establecieron un burdel de lujo en Montmartre. En ese momento todos los burdeles de París estaban controlados por un italiano obeso, Charles Codebo. Carbone y Spirito intervinieron en su operación. Con el dinero obtenido en París, abrieron burdeles por toda Francia y los dotaron de mujeres de Europa y América del Sur.
Durante el período de entreguerras, Carbone y Spirito se aliaron con el alcalde de Marsella, Simon Sabiani, y actuaron como sus ejecutores, y a cambio recibieron protección política. Cuando Carbone y Spirito fueron arrestados por el asesinato del consultor financiero Albert Prince en 1934, Sabiani acudió en su ayuda.

## Segunda Guerra Mundial
Durante la Segunda Guerra Mundial, Carbone y Spirito se unieron a la Carlingue que colaboraba con los alemanes en Francia; a cambio, se esperaba que las autoridades civiles locales de Marsella ignoraran sus actividades delictivas. También se beneficiaron del mercado negro, proporcionando a los soldados alemanes bienes difíciles de obtener.
Carbone murió el 16 de diciembre de 1943 en un accidente de tren provocado por la resistencia que saboteó el tren. Spirito se ocupaba de los asuntos del clan. Después de la Liberación, Spirito huyó a España y de allí a América del Sur.

## Después de la Segunda Guerra Mundial
En 1946, Spirito se mudó a Montreal. Desde aquí organizaba envíos de contrabando de heroína a Nueva York. La distribución en Nueva York estuvo a cargo de la familia criminal de Tommy Lucchese.
Spirito fue arrestado en Nueva York el 23 de agosto de 1951, bajo sospecha de contrabando de drogas. Mientras estaba bajo custodia, el 24 de octubre, el Tribunal de Apelación de Francia lo declaró culpable, en ausencia, de un robo a mano armada en 1943 y lo condenó a 20 años de trabajos forzados. Las autoridades francesas solicitaron su extradición el 15 de noviembre de ese año. Fue condenado a 2 años de prisión por el tribunal de Nueva York en febrero de 1952. A finales de 1953, poco después de salir de prisión, Spirito fue deportado de Estados Unidos a Francia por ingresar ilegalmente al país.
Casado y padre de dos hijos, Spirito murió el 9 de octubre de 1967 en Tolón, Francia, retirado del negocio.

## Otras lecturas
- Una historia del entorno, Jérome Pierrat, 2003

- Datos: Q1451196
- Multimedia: François Spirito / Q1451196